# Nippur

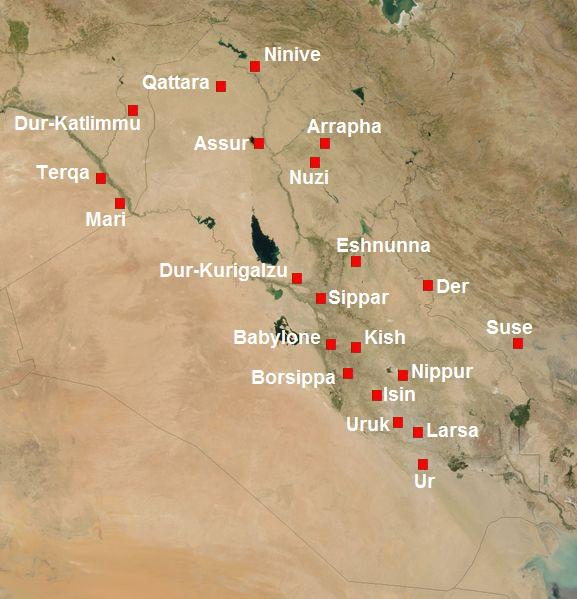
Localització de Nippur a Mesopotàmia.

Nippur (en sumeri: Nibru, sovint registrat amb el logograma 𒂗𒆤𒆠, EN.LÍLKI, ‘Ciutat d'Enlil’; en accadi: Nibbur) actualment Tell Nuffar, va ser una ciutat estat de Mesopotàmia que va sorgir cap a l'any 2700 aC i va mantenir un difícil equilibri entre Kix i Uruk. Uruk la va ocupar a mitjans del segle xxvi aC, però uns anys després Kix la va ocupar. Finalment, va restablir la independència, que apareix ja consolidada cap al 2550 aC. La seva deïtat tutelar era Nunbarshegunu.
La seva importància radicava en que era un gran centre religiós des d'on es conferia autoritat als reis d'altres ciutats estat, sota la decisió i protecció d'Enlil. En sumeri, el nom de Nippur i el d'Enlil s'escrivien de la mateixa manera. El seu paper com a centre religiós va ser més important durant els períodes de l'Imperi Accadi, la Segona dinastia de Lagaix i la Tercera dinastia d'Ur. També el déu Ninurta tenia a Nippur el seu principal temple de culte, el temple d'Ekur, dedicat principalment a Enlil.
Segons la Inscripció de Tummal, Mebaragesi (finals del segle xxviii aC - principis del segle xxvii aC, rei de la Primera dinastia de Kix, va ser qui va construir aquest temple. Aquesta Inscripció enumera els reis sumeris que van realitzar cerimònies en aquest temple: Aga de Kish, fill de Mebaragesi, Mesannepada d'Ur i el seu fill Meskiangnana, Guilgameix d'Uruk i el seu fill Ur-Nungal, Nanni d'Ur i el seu fill Meskiangnuna, i els reis de la Tercera dinastia d'Ur, començant pel seu fundador Ur-Nammu, tradició que va continuar fins que Ibbi-Sin va nomenar un gran sacerdot a Uruk, Enmegalana, cap a l'any 1950 aC. Les inscripcions que s'han trobat de Lugal-Zage-Si, rei d'Umma i Uruk, i de Lugal-kigub-nidudu rei d'Ur, i d'altres governants, mostren la veneració cap al santuari de Nippur i la legitimitat que conferia als poders reials.
L'any 2350 aC, la ciutat va quedar sotmesa a Umma i després a Sargon I. Es va revoltar el 2260 aC sense èxit, però es va fer independent cap al 2220 aC. El 2130 aC, la va ocupar Gudea de Lagaix. Cap al 2115 aC, va passar a Ur, i a mitjan segle xx aC hi trobem com a rei vassall Lugalmelam. Es va independitzar el 2021 aC, però sis anys després va caure en mans d'Isin (2015 aC).
El 1875 aC, Larsa s'havia convertit en hegemònica i Isin havia quedat reduït a la ciutat i el seu propi territori i la ciutat de Nippur, que Larsa va ocupar el 1867 aC però Isin va recuperar. Nippur va estar un temps depenent d'una o de l'altra ciutat. L'any 1838 aC, Larsa va ocupar Nippur però Isin la va tornar a recuperar. El 1835 aC, Larsa va ocupar altra vegada Nippur; però, caiguda la dinastia d'Isin, Nippur es va fer independent, cap a l'any 1834 aC. Llavors Isin la va conquerir. El 1830 aC, Isin va conquerir de nou Nippur, potser per una revolta o per haver estat ocupada per Larsa. El 1828 aC, Larsa va conquerir Nippur i Isin la va recuperar el 1813 aC, però només per un any, ja que el 1812 aC Larsa la va conquerir per enèsima vegada, després de derrotar una coalició d'Isin, Uruk, Babilònia, Rapiqum i els gutis. Isin la va recuperar el 1802 aC. El 1793 aC, Nippur es va independitzar després de la conquesta d'Isin per Larsa, però al cap d'uns mesos Larsa la va ocupar. El 1763 aC, la va ocupar Babilònia.
Molt més tard, en temps de Xamaix-xuma-ukin rei de Babilònia (del 668 aC al 648 aC) i Assurbanipal (del 669 aC al 627 aC) es van reconstruir els temples i el Ziggurat de Nippur.